# Goffredo Mencagli
Goffredo Mencagli (Città di Castello, 24 ottobre 1943) è un generale italiano.

## Biografia
Arruolato nel 1959, ha frequentato la Scuola Militare Nunziatella di Napoli, l'Accademia Militare di Modena, la Scuola di Applicazione Fanteria Cavalleria di Torino, la Scuola Ufficiali Carabinieri di Roma.
Laureato in Giurisprudenza presso l'Università La Sapienza di Roma, in Scienze Politiche alla LUISS di Roma, in Scienze Strategiche all'Università di Torino ed in Scienze Internazionali e Diplomatiche presso l'Università di Trieste.
Nel 1966 è tenente degli Alpini al Battaglione di "Bolzano" in Bressanone.
Dal 1967 transita nei Carabinieri come tenente al Battaglione paracadutisti "Tuscania" della Brigata "Folgore" in Livorno; dopo essere stato il comandante della Tenenza CC di Gardone Val Trompia diventa pilota militare di elicottero e assume l'incarico di Comandante del 2º Nucleo Elicotteri Carabinieri di Milano; negli anni '80 ricopre incarichi quale Comandante della Compagnia CC di Roma-Montesacro e del Gruppo CC di Messina; negli anni novanta da Colonnello è Comandante del Raggruppamento Elicotteri Carabinieri e diventato Generale di Brigata comanda la Regione Carabinieri Veneto.
Dal 1º settembre del 2000 è stato Direttore dell'Ufficio Centrale per la Sicurezza della Presidenza del Consiglio (UCSI-CESIS); promosso Generale di Corpo d'Armata dal marzo 2004 è stato Comandante delle Scuole dell'Arma dei Carabinieri, per poi essere nominato nel luglio del 2006 Vice Comandante Generale dell'Arma dei Carabinieri. Per alcuni anni, a partire dall'a.a.2000-01 ha insegnato nel corso di specializzazione in "Tutela della persona e attività investigativa" dell'Università di Camerino che fu attivato in videoconferenza a Roma. (Vd.presentazione corso)
Ha conseguito brevetti militari di "Paracadutista", "Istruttore di Paracadutismo", "Pilota di Elicottero" e di "Istruttore di Volo e di Specialità".
Dal luglio 2007 alla fine del 2008 ha ricoperto l'incarico di Comandante Interregionale Carabinieri Podgora di Roma, divenendo poi consigliere del Ministero della difesa. Termina il servizio il 26 febbraio 2010.